# Henriette d'Oultremont de Wégimont

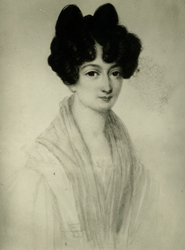
Henriette d'Oultremont de Wégimont

Henriette Adrienne Louise Flore des H.R. Rijksgravin d'Oultremont de Wégimont (doopnamen Henrica Adriana Ludovica Flora) (Maastricht, 28 februari 1792 – Laurensberg, 26 oktober 1864) was een Nederlandse hofdame en de tweede echtgenote van koning Willem I der Nederlanden, na diens troonsafstand.

## Afkomst en opvoeding
Henriette was lid van de familie D'Oultremont en een dochter van de Luikse Ferdinand graaf d'Oultremont de Wégimont (1760-1799) en de Wageningse vice-admiraalsdochter Johanna Susanna Hartsinck (1759-1830). Graaf d'Oultremont was bij het aangaan van zijn huwelijk een luitenant-kolonel. In 1792 werd hij bevorderd tot kolonel. Hij behoorde tot de Hollandse Gardes, een cavalerie-eenheid binnen het Staatse leger. Vanaf 1790 was hij enkele jaren in de vestingstad Maastricht gestationeerd. Hij bewoonde er met zijn gezin een huurhuis, dat onderdeel was geweest van het Sint-Servaasgasthuis, op de hoek van het Vrijthof en de Bredestraat. Dochter Henriette werd daar geboren en op 28 februari 1792 gedoopt in de tegenoverliggende Sint-Jacobskapel. Lang zal het gezin niet in Maastricht gewoond hebben, want eind 1794 werd de stad ingenomen door Kléber en ingelijfd bij Frankrijk, waardoor er geen plaats meer was voor Staatse militairen. Na de inname van de Republiek der Zeven Verenigde Nederlanden door de Fransen vertrok het gezin naar Kleef. Na het overlijden in Brussel van haar vader in november 1799 woonde het gezin afwisselend in Brussel en Henegouwen (op Château de la Cattoire, Blicquy, dat nog immer in bezit van de graven d'Oultremont is). Henriette volgde onderwijs in Parijs. In 1817 werd zij staatsdame (hofdame) van koningin Wilhelmina, de vrouw van koning Willem I.
Ook haar broer Charles graaf d'Oultremont (1789-1852) was kapitein in Hollandse dienst en vanaf 1815 kamerheer van de Nederlandse koning, terwijl zijn echtgenote, Louise gravin van der Noot de Duras (1785-1864), dame du palais van de Nederlandse koningin was. Ook haar andere broer, Ferdinand graaf d'Oultremont, heer van Drunen (1797-1868) was kamerheer van de Nederlandse koning, later van prins Frederik der Nederlanden (1797-1881).

## Huwelijk
In 1839, anderhalf jaar na de dood van Wilhelmina van Pruisen, vroeg Willem I haar ten huwelijk. Dit leidde tot opschudding in de koninklijke familie, de ministerraad en in het land. Henriette was geen prinses en bovendien rooms-katholiek. Minister Van Maanen van justitie hield Willem I voor dat het burgerlijk wetboek niet voorzag in een morganatisch huwelijk en dat een voorstel tot een wetswijziging op weerstand zou stuiten. Onder de bevolking kreeg ze al snel spottend de bijnaam 'Jetje Dondermond'. 

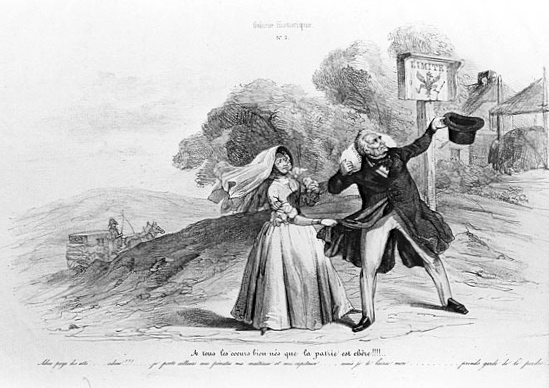
Spotprent op het vertrek van ex-koning Willem I en Henriette d'Oultremont de Wégimont naar Pruisen, 1840

Persoonlijk wapen, verleend bij koninklijke dispositie, 17 februari 1841

Ook in de kringen van de hofdames leidden de huwelijksplannen tot ophef, met name omdat hiermee hofdame Julie von der Goltz (1780-1841), moeder van vier buitenechtelijke kinderen van de koning, gepasseerd werd. Na het aanzoek vertrok Julie von der Goltz naar Berlijn om zich in het Niederländisches Palais terug te trekken, waardoor dit paleis voor Willem en Henriette ontoegankelijk werd. Henriette was nog voordat de problemen over het voorgenomen huwelijk publiek werden naar Italië afgereisd, vanwaar ze met Willem contact bleef onderhouden.
De ophef was zo groot dat Willem op 22 maart 1840 Henriette in een brief liet weten van het huwelijk af te zien. Twee dagen later lichtte Willem zijn oudste zoon in en vervolgens andere familieleden. Op 25 maart werd de afgelasting publiek gemaakt, doch op 7 oktober 1840 trad hij af als koning om een dag later opnieuw het huwelijk ter sprake te brengen. Na zijn abdicatie noemde hij zich 'koning Willem Frederik, graaf van Nassau' en vertrok in november naar Berlijn. De gelovige Henriette stond erop dat het huwelijk volgens de regels van de Rooms-Katholieke Kerk zou plaatsvinden. Daarvoor diende pauselijke dispensatie verkregen te worden, omdat zij als rooms-katholiek met een protestant wilde trouwen. Dat bleek niet eenvoudig, maar lukte uiteindelijk na bemiddeling van haar neef Emile d'Oultremont, die Belgisch vertegenwoordiger bij de Heilige Stoel was. De dispensatie werd verkregen in januari 1841. Op 17 februari 1841 vond in Berlijn het huwelijk plaats volgens protestantse en rooms-katholieke gebruiken. Het burgerlijk huwelijk was in het paleis van Willem Frederiks dochter Marianne en haar echtgenoot prins Albert van Pruisen. De kerkelijke inzegening vond plaats in de protestantse Französischer Dom.
Bij haar huwelijk kreeg ze van haar echtgenoot de titel gravin van Nassau toegekend, maar dat was niet officieel aangezien Willem Frederik niet meer gerechtigd was om iemand in de adelstand te verheffen. In de literatuur zijn echter diverse verwijzingen te vinden dat die titel wel degelijk met recht werd toegekend. Historicus Bas Dudok van Heel kon daarvoor echter geen enkel formeel bewijs vinden.
Koning Willem II wilde het huwelijk in eerste instantie niet erkennen, maar gaf alsnog toe nadat zijn vader dreigde in Nederland opnieuw te trouwen. In dat geval zou het huwelijk, ook buiten de inmenging van Willem II, voor de Nederlandse wet alsnog geldig zijn. Op 2 oktober 1841 werd het huwelijk te 's-Gravenhage geregistreerd in de akten van de Burgerlijke Stand, zodat het wettelijk in Nederland erkenning kreeg. Henriette en Willem woonden vervolgens in Berlijn in het Niederländisches Palais aan Unter den Linden.

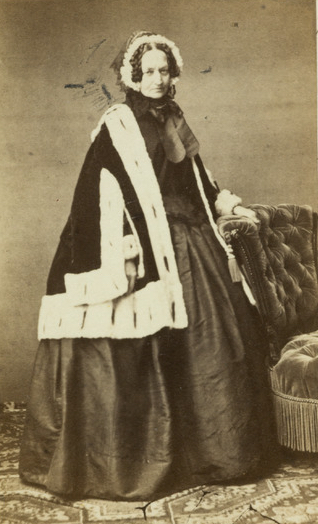
Henriette in circa 1862

Willem Frederik overleed in Berlijn in december 1843. Henriette verhuisde naar kasteel Rahe in Laurensberg bij Aken. Daar overleed zij bijna 21 jaar later in oktober 1864, 72 jaar oud. Op haar verzoek werd ze begraven in het familiegraf bij het kasteel van Wégimont.

## Verdachtmakingen
Al in de tijd dat de koning zijn voornemen voor een tweede huwelijk kenbaar maakte, waren er geruchten in de media over "het onzedelijk gedrag van de gravin". De biograaf Louis Roppe vermoedde met anderen dat deze werden uitgedacht om het imago van de gravin te beschadigen. De geruchten hadden betrekking op een zogenaamde voorechtelijke affaire van de koning met de gravin, maar ook op haar gedrag. Alles werd uit de kast gehaald om het huwelijk tegen te houden.
De Duitse amateur-genealoog Julius Schatt (1896-1959) beweerde dat zijn grootvader Peter Heinrich Fitten (ca. 1836-1889) en diens zuster Elisabeth Ludovica Albertina Fitten (1808-1889) buitenechtelijke kinderen zouden zijn van de koning en de gravin. Schatt schreef in de periode 1930-1934 brieven aan de journalist Ernst Michel over zijn vermeende koninklijke afstamming. In 1950 kwam hij daar in bredere kring mee naar buiten. Schatt kon zijn beweringen nooit met serieuze argumenten staven en de bronnen die hij noemde maken geen gewag van het bestaan van buitenechtelijke kinderen, zoals Schatt beweerde. De Nijmeegse hoogleraar geschiedenis Lodewijk Rogier, die met Schatt sprak, stelde dat "men voor het geval stond van iemand die van een idee-fixe bezeten was, iemand wiens beweringen men niet ernstig kon opvatten".
Nadien bleven de beweringen over de beide kinderen echter opduiken. Met name in overzichten van buitenechtelijke kinderen van de Oranjes passeren ze nog al eens de revue, echter zonder inhoudelijke argumenten en een toelichting op het ontstaan van dit gerucht.

## Verder lezen
- Bob Duijvestijn, Een koningsdrama. Het huwelijk van koning Willem I met gravin Henriette d'Oultremont op basis van hun brieven. Hilversum, Verloren, 2024.
- Kees Middelhoff, 'Het omstreden huwelijk', in: Neerlandia. Jaargang 105, Algemeen-Nederlands Verbond, Den Haag / Brussel 2001.
- Nassau en Oranje in de Nederlandse geschiedenis. Alphen aan den Rijn, 1979.